# Ястшембиці
Ястшембиці (пол. Jastrzębice) — село в Польщі, у гміні Русець Белхатовського повіту Лодзинського воєводства.
Населення — 302 особи (2011).
У 1975-1998 роках село належало до Серадзького воєводства.

## Демографія
Демографічна структура станом на 31 березня 2011 року:
|          | Загалом | Допрацездатний вік | Працездатний вік | Постпрацездатний вік |
| -------- | ------- | ------------------ | ---------------- | -------------------- |
| Чоловіки | 142     | 28                 | 92               | 22                   |
| Жінки    | 160     | 27                 | 81               | 52                   |
| Разом    | 302     | 55                 | 173              | 74                   |